# Atomosia brevicornis
Atomosia brevicornis är en tvåvingeart som beskrevs av Macquart 1838. Atomosia brevicornis ingår i släktet Atomosia och familjen rovflugor. Inga underarter finns listade i Catalogue of Life.